# Sân bay quốc tế Katowice
Sân bay quốc tế Katowice là một sân bay quốc tế, nằm ở Pyrzowice, 30 km (19 dặm) về phía bắc trung tâm của Katowice, Ba Lan. Đây là sân bay này có lưu lượng hành khách lớn thứ ba tại Ba Lan.
Sân bay này có hai nhà ga hành khách A và B và một nhà ga hàng hóa. Đường băng bề mặt bê tông của sân bay này có kích thước 2.800 mét x 60 m và có thể phục vụ máy bay lớn như Boeing 747 hoặc Boeing 777.